# Стовпівка
Стовпі́вка (Stovpivka, Столпівка) — село в Україні, у Городнянській міській громаді Чернігівського району Чернігівської області.  До 1917 року в Тупичівській волості Городнянського повіту Чернігівської губернії.

## Розташування
Село Стовпівка знаходиться біля правого берега річки Смяч. Село з усіх боків оточено великим лісовим масивом.
У стовпівських лісах зосереджена значна кількість рослин і тварин. А в річці водиться багато риби.
Мікротопоніми; куток — ХУТОР; урочища — ПЛІСОВЩИНА, ОВЧАРОВА, ПЕТРОВ РОГ, ДЄДОВА МЕЛЬНИЦЯ; ліс — ТЕМНИЙ;
копанка — ЛЕВЧЕНКОВА; озеро — без назви.

## Історія
Входило до Городнянської сотні Чернігівського полку. Як лісове сіло Стовпівка, хоч і не мала багато землі, але її було достатньо, щоб вирощувати, а не купувати хліб. Для таких сіл головним заняттям було виготовлення різноманітних «лісових товарів».
12 червня 2020 року, відповідно до розпорядження Кабінету Міністрів України № 730-р від «Про визначення адміністративних центрів та затвердження територій територіальних громад Чернігівської області», село увійшло до складу Городнянської міської громади.
19 липня 2020 року, в результаті адміністративно-територіальної реформи та ліквідації Городнянського району, село увійшло до складу Чернігівського району.

## Незалежна Україна

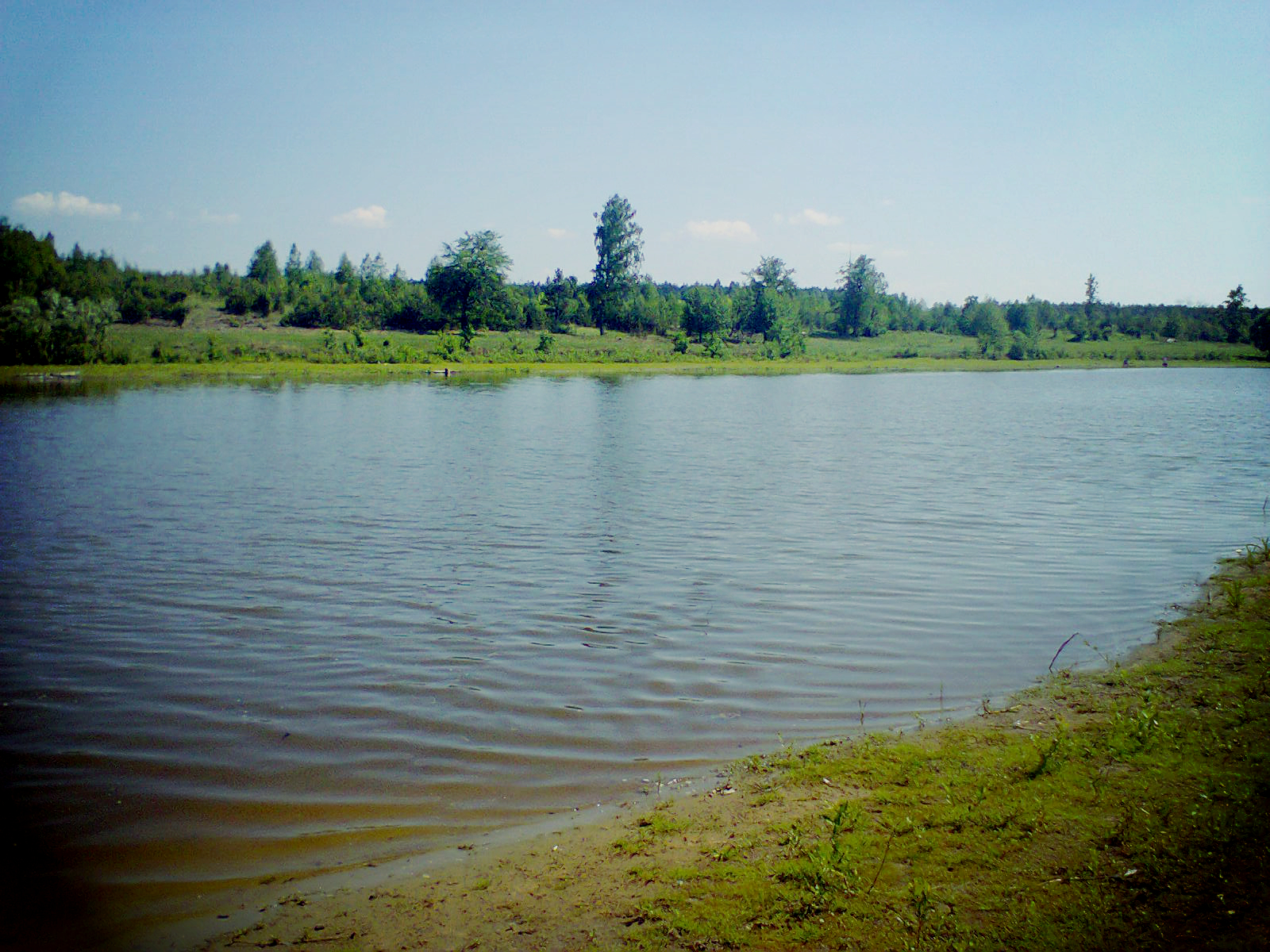
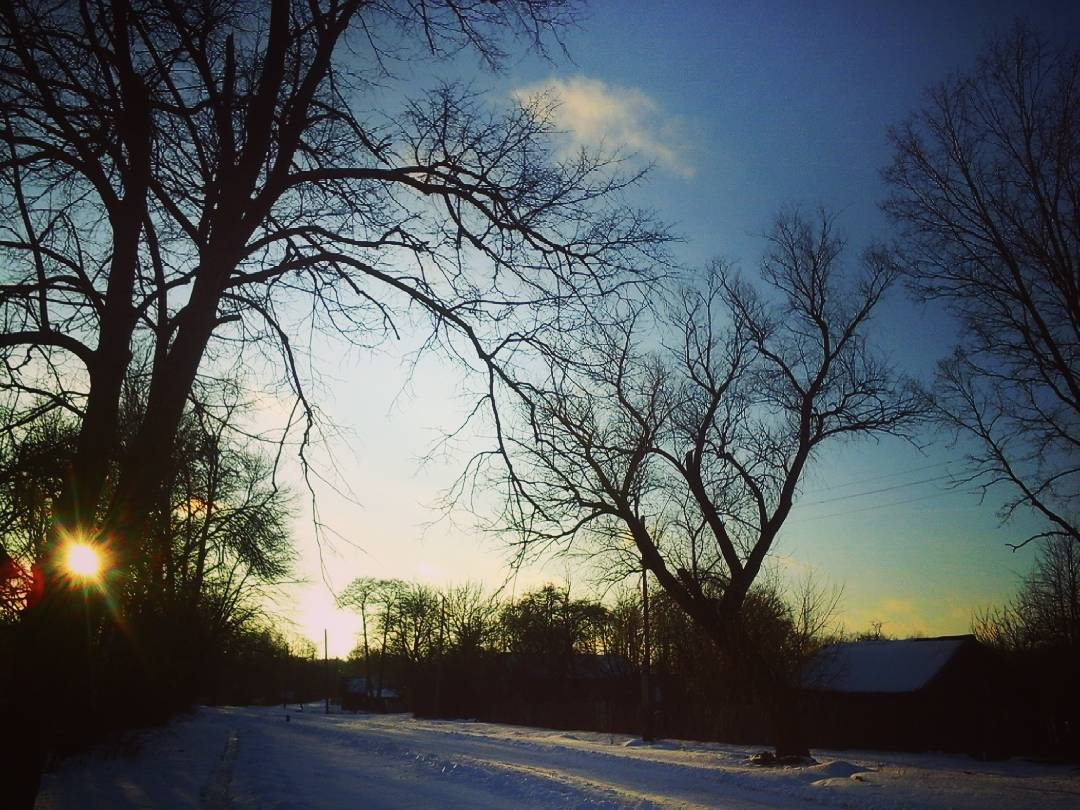
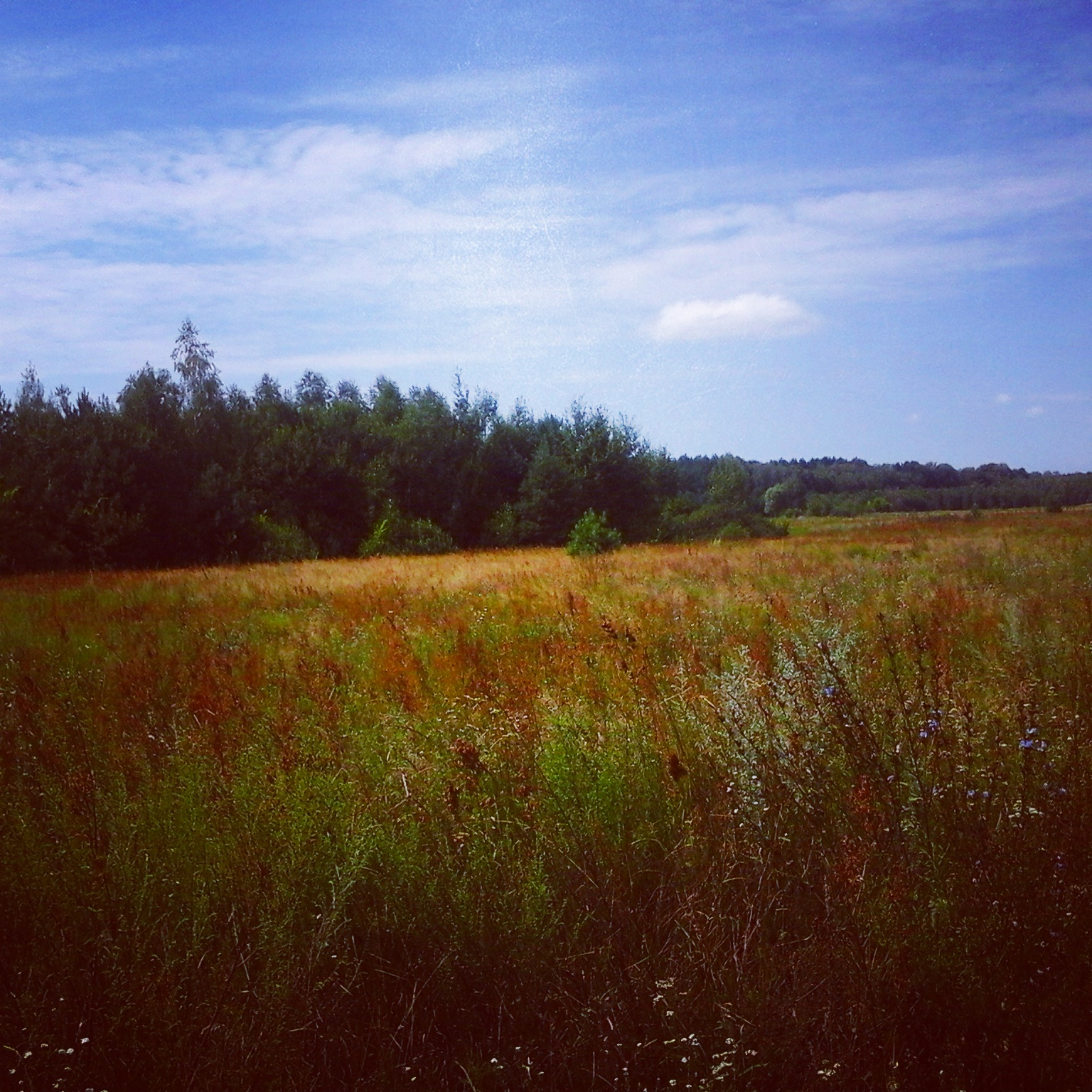
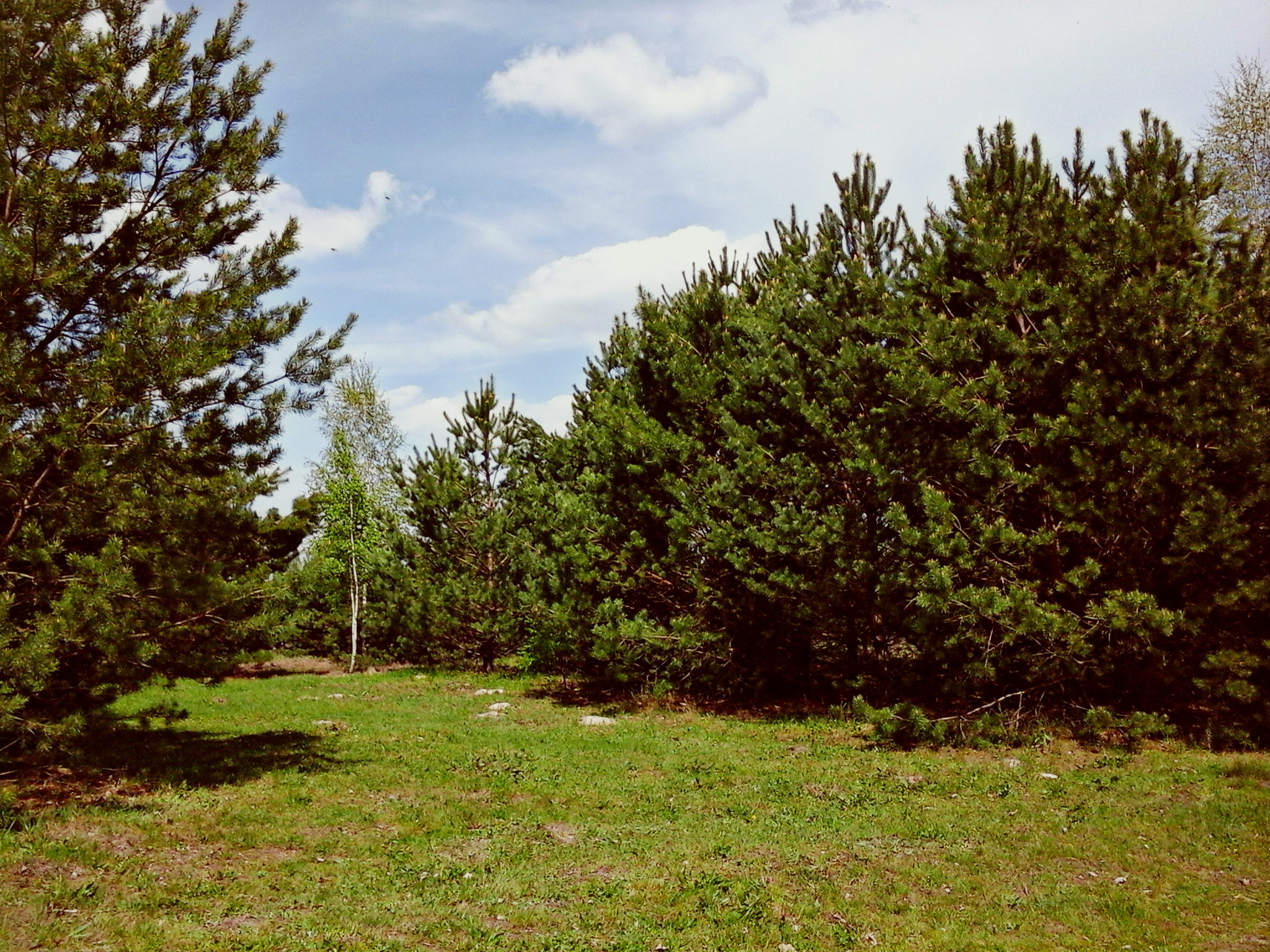
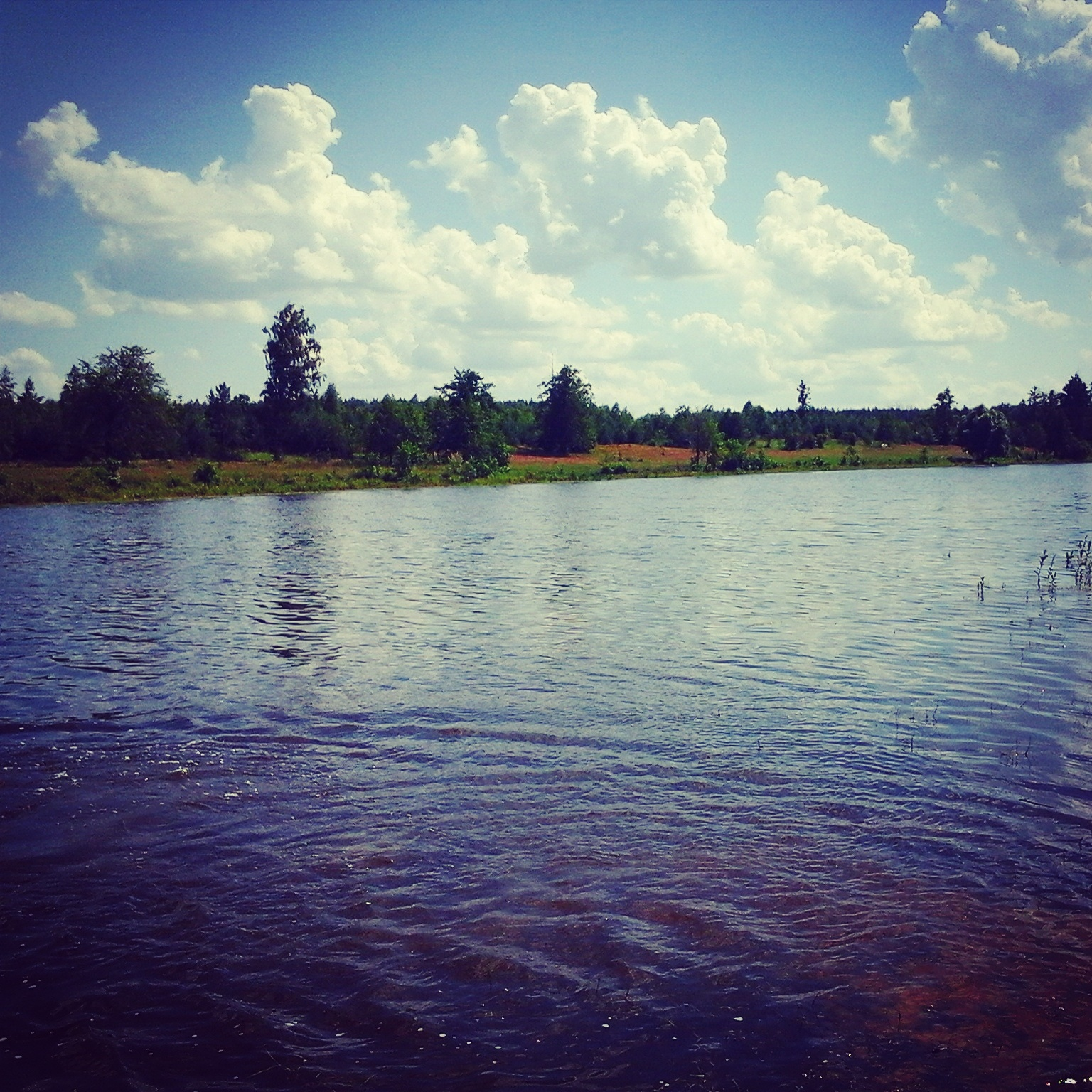

Народні майстри с. Стовпівка: Будник Іван — художник, Федосенко Віра Федосіївна — старовинний одяг, Мартиненко Марія Петрівна — картини, Байдала Надія Миколаївна- вишивка гладдю та хрестиком, Байдала Оксана Григорівна — вишивка бісером, Коваленко Вікторія Василівна — вишивка бісером.

## Населення

### Мова
Розподіл населення за рідною мовою за даними перепису 2001 року:
| Мова       | Кількість | Відсоток |
| ---------- | --------- | -------- |
| українська | 113       | 98.26%   |
| російська  | 1         | 0.87%    |
| білоруська | 1         | 0.87%    |
| Усього     | 115       | 100%     |